# Landgericht Elchingen
Das Landgericht Elchingen war ein von 1804 bis 1811 bestehendes bayerisches Landgericht älterer Ordnung mit Sitz in Elchingen im heutigen Landkreis Neu-Ulm. Die Landgerichte waren im Königreich Bayern Gerichts- und Verwaltungsbehörden, die 1862 in administrativer Hinsicht von den Bezirksämtern und 1879 in juristischer Hinsicht von den Amtsgerichten abgelöst wurden.
Im Jahr 1804 wurde im Verlauf der Verwaltungsneugliederung Bayerns das Landgericht Elchingen errichtet. Dieses wurde dem Oberdonaukreis und ab 1810 dem Illerkreis zugeschlagen. Im Jahr 1811 wurde das Landgericht Elchingen mit dem Landgericht Günzburg vereinigt.